# Koumala Airport
Koumala Airport är en flygplats i Centralafrikanska republiken.   Den ligger i prefekturen Bamingui-Bangoran, i den centrala delen av landet, 500 km nordost om huvudstaden Bangui. Koumala Airport ligger 662 meter över havet.
Terrängen runt Koumala Airport är platt. Trakten runt Koumala Airport är nära nog obefolkad, med mindre än två invånare per kvadratkilometer.. Det finns inga samhällen i närheten.
I omgivningarna runt Koumala Airport växer huvudsakligen savannskog.